# Рощинський Петро
Рощинський Петро (1890, Глухів — 23 лютого 1943) — лікар і громадський діяч на Волині.

## Біографія
Народився у Глухові (тоді Чернігівщина). У 1916 році закінчив медичний факультет Московського університету, був лікарем Армії УНР. Після війни на Волині — лікар у Костополі, Рівному, Холмі, Львові й Крем'янці.
Був репресований польською владою (в'язень концентраційного табору в Березі Картузькій). За німецької окупації розстріляний 23 лютого 1943 року разом з дружиною Ганною (* 1893, уроджена Струтинська) — лікарем і діячкою, та небожем Ю. Черкавським.